# Faremoutiers
Faremoutiers ist eine französische Gemeinde mit 3035 Einwohnern (Stand 1. Januar 2022) im Département Seine-et-Marne in der Region Île-de-France. Faremoutiers gehört zum Arrondissement Meaux und dem Kanton Fontenay-Trésigny und ist Mitglied der Communauté de communes la Brie des Moulins. Der Ort liegt im Tal des Flusses Aubetin.

## Geschichte
Faremoutiers beherbergt ein um 620 von der heiligen Äbtissin Fara gegründetes Kloster. Ruothild, eine Tochter Karls des Großen war hier von 840 bis 852 Äbtissin, ihre Nichte Bertha vermutlich im Anschluss daran. Das Kloster wurde während der Französischen Revolution aufgelöst, ist aber seit 1931 wieder bewohnt.

## Sehenswürdigkeiten

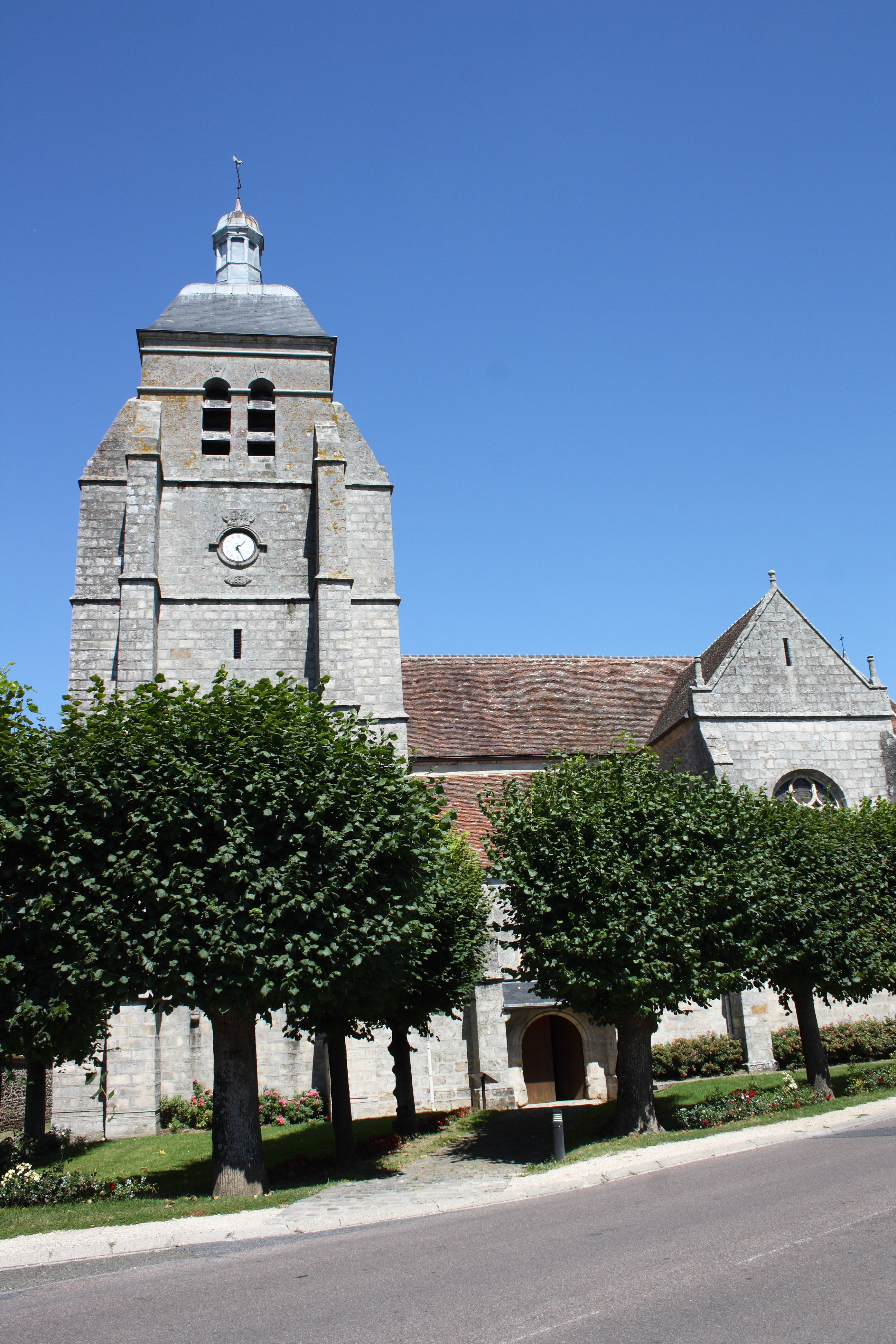
Kirche St-Sulpice

- Kirche St-Sulpice aus dem 12. Jahrhundert (Monument historique)